# 中洛锡安之心
55°56′58.5″N 3°11′29.5″W / 55.949583°N 3.191528°W

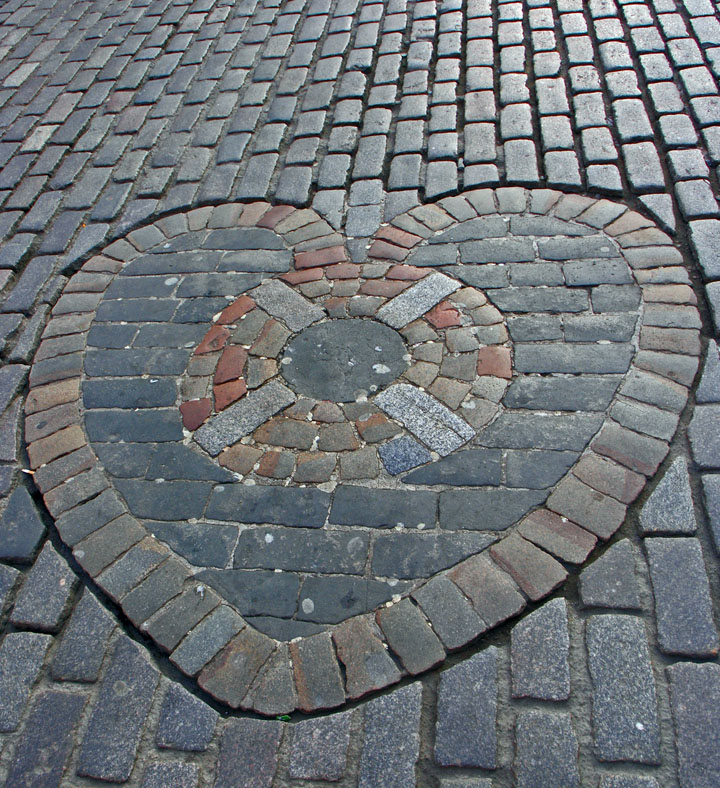
中洛锡安之心

中洛锡安之心（Heart of Midlothian）是一个道路中间的心形图案，位于苏格兰爱丁堡的高街（High Street），属于皇家一英里（Royal Mile）的一段，靠近圣吉尔斯大教堂的西门，距离议会大厦（Parliament House，前苏格兰议会所在地，现在是Court of Session，苏格兰最高民事法院）和纹章图书馆（Signet Library）不远。 
中洛锡安之心标志着15世纪托博特（Tolbooth）的所在地，托博特已经于1817年拆除，是该市的行政中心、监狱和一个公开处决犯人的地点。托博特出现在沃尔特·司各特爵士的小说《中洛锡安之心》（发表于1818年）中。
在政治上，中洛锡安之心不再位于中洛锡安，因为爱丁堡市已经从中洛锡安分出有数十年。该市目前合并了从前的西洛锡安和东洛锡安，但是它曾是中洛锡安的行政中心，过去又称为“爱丁堡郡”。 
来到爱丁堡的游客会注意到人们经常向中洛锡安之心吐口水。有些解释认为这样可以得到好运气，但是原本只是表示对从前监狱的蔑视。还有一个传说，认为一个人对心吐口水，注定有一天要返回爱丁堡。 
爱丁堡中洛锡安之心足球俱乐部的徽章也来自于这个中洛锡安之心。